# Dọc trúc
Cú đấm dọc trúc hay là cú đấm múc, đấm tốc từ dười lên,... Là đòn tấn công bằng tay, thường được sử dụng trong võ thuật hiện đại. Kỹ thuật của cú đấm này là đưa nắm đấm vòng từ dưới công mục tiêu. Cú đấm này dùng rất hiệu quả khi tấn công đối phương quần thân (nhập nội). Đấm như vậy đạt hiệu quả rất cao trong một số trường hợp cần hạ gục ngay đối thủ. Một đòn bất ngờ xốc từ dưới xốc lên mà điểm khởi đầu là chấn thủy đến thẳng Đản trung thì dừng lại và thêm 1 cú đấm thẳng vào giữa vùng tim đối phương sẽ làm đối phương gục ngay tại chỗ vì bị bế khí.